# Corinne Touzet
Pour les articles homonymes, voir Touzet.
 (septembre 2016).
Corinne Touzet est une actrice et productrice française née le 21 décembre 1959 à Orthez. Elle est notamment connue pour le rôle d'Isabelle Florent dans la série Une femme d'honneur.

## Biographie

### Origines et famille
Corinne Touzet naît le 21 décembre 1959 à Orthez dans les Pyrénées-Atlantiques.
Elle est la fille de Bernard Touzet, né en 1940 à La Tremblade et décédé en 2019 à Schœlcher en Martinique, et de Henriette Derné. Pendant son adolescence, elle vit à Boulogne-sur-Mer. Bien que sa grand-mère paternelle soit martiniquaise, elle ne découvre les Antilles qu'à l'âge de trente ans. Son grand-père maternel est originaire des Pouilles, en Italie.

### Études et débuts artistiques
Passionnée de cirque et de clowns, elle passe son baccalauréat à 16 ans, voyage au Canada et aux États-Unis et revient en France où elle monte des spectacles de rue en même temps qu'elle suit des études de Lettres à Aix-en-Provence. 

### Carrière
Après quelques spectacles, elle tente sa chance à Paris, en 1981, et tourne, en 1982 dans sa première série télévisée, Marianne, une étoile pour Napoléon, diffusée quotidiennement sur Antenne 2.
En 1987, elle joue dans le film La Rumba, de Roger Hanin, où elle interprète son premier grand rôle au cinéma.
De 1996 à 2007, elle est l’héroïne de la série de TF1, Une femme d'honneur, dans le rôle d'Isabelle Florent, une adjudant-chef puis lieutenant très sympathique, pleine de joie et de bonté. L'épisode pilote rassemble 12 300 000 téléspectateurs. Ce succès marque le début d'une des séries préférées des français qui élisent Corinne Touzet « Meilleure comédienne de téléfilm », en 1997, au cours de la cérémonie des 7 d'or.
En 2000, elle crée avec une associée sa première société de productions, Corilan’ Productions.
Elle produit son premier téléfilm Et demain Paula, écrit par Florence Duhamel, alors qu'elle est une des héroïnes récurrentes à succès de TF1 et produit, ensuite, onze téléfilms.
En 2004, elle produit et joue dans Un parfum de Caraïbes. Bien que l’histoire ne soit pas autobiographique, ce film est dédié à sa grand-mère paternelle, décédée en 1998.
En 2005, elle produit son cinquième téléfilm, L'Enfant de personne, réalisé par Michaël Perrotta, où elle interprète une femme amnésique. En juin 2005, elle est présente au Festival de télévision de Monte-Carlo pour Une femme d'honneur.
En 2006, elle joue à La Réunion dans la saga de l'été, Les Secrets du volcan, réalisée par Michaëla Watteaux, diffusée sur France 2. Elle lance également sa nouvelle société de productions Yes productions.
En 2008, elle est à l’affiche de la pièce Mobile Home, de Sylvain Rougerie, mise en scène d’Anne Bourgeois avec Jean-Pierre Bouvier, Sylvain Rougerie et Jean-Michel Portal. Un retour sur scène grâce à une tournée en province, en Belgique et en Suisse. Elle édite et met en vente deux coffrets de DVD regroupant les principaux films qu'elle a produits ; en mars 2009, la vente de DVD en version unitaire est lancée.
En 2010, elle revient sur TF1 dans Interpol. Elle décide pourtant d'arrêter cette série après le tournage de six épisodes, les personnages principaux n'ayant aucune vie privée, ni chance d'évoluer, ce qu'elle a profondément regretté après avoir été si heureuse sur la série Une femme d'honneur.
Les années 2011 et 2012 sont marquées par la pièce de théâtre Soif (tournée en France et à l'étranger). La première diffusion de sa neuvième production TV, Un crime oublié, a lieu en octobre 2012, sur France 3. Elle joue par la suite dans des séries à succès : en 2016, dans le téléfilm Meurtres sur le lac Léman qui fait partie de la collection Meurtres à... de France 3, dans un épisode de Joséphine  ange gardien et de Camping Paradis sur TF1,  respectivement en 2020 et 2022.

### Engagements associatifs
En 2001, elle devient la marraine de l'association Un Regard, un Enfant, visant à aider à la scolarité des enfants issus de milieux défavorisés, de lutter contre la pauvreté infantile et l’esclavage des enfants et de promouvoir la citoyenneté, les libertés, la justice et les droits de l’enfant dans le monde. Elle réalise et édite un reportage sur le foyer d’Agadir en décembre 2008.
Elle est porte-parole de l’AFIPA et soutient les associations Mécénat Chirurgie cardiaque, Tout le monde chante contre le cancer et Le printemps des animaux (association ayant pour but de soutenir la rénovation du zoo de Vincennes).
Depuis 2014, Corinne Touzet est membre du club des ambassadeurs de la fondation Claude-Pompidou, qui vient en aide aux personnes rendues vulnérables par la maladie, le handicap et le grand âge depuis 1970.

### Vie privée
En 1986, Corinne Touzet est en couple avec le chanteur Bernard Lavilliers.
Elle est mère d'une fille, Jeanne Sieja, née en 1994.

## Filmographie

### Télévision
- 1983 - Marianne, une étoile pour Napoléon, feuilleton de Marion Sarraut d'après l'œuvre de Juliette Benzoni, Marianne : Marianne d'Alssenat de Villeneuve alias Maria Stella
- 1984 - Le Château, téléfilm de Jean Kerchbron d'après l'œuvre de Kafka[réf. nécessaire]
- 1985 - Hôtel de police, série : Muriel Pajols
- 1985 - Les Amours des années cinquante, série : Agnès
- 1986 - Liberty, téléfilm de Richard C. Sarafian : Jeanne Bartholdi
- 1986 - Catherine, il suffit d'un amour, feuilleton de Marion Sarraut : Princesse Zobeida
- 1987 - Bonjour maître, feuilleton de Denys de La Patellière : Marie Cadoret
- 1987 - Marie Pervenche - épisode Une tigresse dans le moteur de Claude Boissol : Brigitte Cochet
- 1988 - La Chaîne, feuilleton de Claude Faraldo, d'après le roman de Michel Drucker : Ghislaine Tabet
- 1989 - Tango bar, de Philippe Setbon : Marylène
- 1989 - Les deux font la loi (Bordertown)  - épisode La femme et le cadavre (The Lady and the Corpse), série :  Lilly
- 1989 - Le retour de Lemmy Caution, téléfilm de Josée Dayan : Séverine
- 1990 - Navarro épisode "Mort d'une fourmi" : Annick Le Guennec
- 1991 - Les Hordes, mini-série de Jean-Claude Missiaen : Elaine Finder
- 1991 - ''Seulement par amour : Jo, téléfilm franco-italien de Philippe Monnier : Joanna Dolce dite « Jo »
- 1991 - Red Fox, d'Ian Toynton, mini-série : Justine
- 1992 - Pour une poignée de diamants (Jewels) : Emmanuelle
- 1992 - Le Premier Cercle de Sheldon Larry, téléfilm adaptant un roman d’Alexandre Soljenitsyne : Nadia Nerzhin[réf. nécessaire]
- 1993 - Charlemagne, le prince à cheval, de Clive Donner : Irène de Byzance
- 1995 - Lulu roi de France, de Bernard Uzan : Eléonore, marquise de Brainville
- 1995 - Samson le magnifique, d'Étienne Périer : Sandra
- 1995 - Les Nouveaux Exploits d'Arsène Lupin, série de Philippe Condroyer : Patricia
- 1995 - Passion mortelle, téléfilm de Claude-Michel Rome : Florence
- 1996 - Le Bébé d'Elsa, de Michaël Perrotta : Maryse
- 1996-2007 - Une femme d'honneur, série : Adjudant-chef, puis lieutenant Isabelle Florent
- 1997 - D'or et safran, téléfilm de Marco Pico : Alex Marchal
- 1997 - Le rideau de feu, de Igaal Niddam : Muriel Latour
- 1997 - Profession infirmière : les yeux de Virgil, de Williams Crépin : la Dr Marol
- 1998 - Une leçon d'amour, téléfilm d'Alain Tasma : Sylvie Letissier
- 1999 - La Traversée du phare, téléfilm de Thierry Redler : Corinne
- 2001 - Les Inséparables, téléfilm de Thierry Redler : Corinne
- 2002 - Et demain, Paula ?, téléfilm de Michaël Perrotta : Paula
- 2002 - La Vie au grand air, de François Luciani : Juliette Lacombe
- 2003 - Valentine, d'Éric Summer : Valentine
- 2004 - Un parfum de Caraïbes, de Michaël Perrotta : Agnès
- 2005 - L'Homme qui voulait passer à la télé : elle-même
- 2005 : L'Enfant de personne : Laura Delorme
- 2006 - Les Secrets du volcan, série de Michaëla Watteaux : Geneviève
- 2006 - Maldonne, de Patrice Martineau : Sandrine Petit
- 2006 - Valentine et Cie, de Patrice Martineau : Valentine
- 2007 - Une maman pour un cœur, de Patrice Martineau : Esther Weil
- 2010-2011 - Interpol, de Franck Ollivier, série télévisée : Capitaine Louise Verneuil (saison 1)
- 2012 - Un crime oublié, téléfilm de Patrick Volson : Marylou Artoux
- 2013 - La Malédiction de Julia, de Bruno Garcia : Julia
- 2014 - Un si joli mensonge, d'Alain Schwarzstein : Christine
- 2016 - Meurtres sur le lac Léman, téléfilm de Jean-Marc Rudnicki : Sandrine Zermatten
- 2020 - Joséphine, ange gardien, épisode Mon fils de la Lune : Suzanne
- 2022 - Camping Paradis, épisode Olympiades au Paradis : Martine
- 2023 : Alphonse (saison 1, épisode 1) : une femme de 50 ans
- 2025 : Monsieur Parizot, épisode Cure mortelle : Fabienne Moreau
- 2025 : Demain nous appartient : Annie Madori

### Cinéma
- 1982 - Tir groupé de Jean-Claude Missiaen : jeune fille dans le train assise à droite près de la fenêtre (figuration)[a]
- 1983 - SAS à San Salvador de Raoul Coutard : Elena
- 1983 - Ça va pas être triste de Pierre Sisser : Marthe Mahler
- 1984 - Le Cowboy de Georges Lautner : France
- 1984 - Viva la vie de Claude Lelouch : l'amie de Catherine
- 1985 - L'amour propre ne le reste jamais très longtemps de Martin Veyron : Anne-Sophie
- 1987 - La Rumba de Roger Hanin : Regina Berluzzi
- 1988 - La Sorcière de Marco Bellocchio : Cristina
- 1988 - Prisonnières de Charlotte Silvera : Sabine
- 1991 - Génération Oxygène de Georges Trillat : France Malatray
- 1996 - L'Homme qui marche de Roland Moreau : Hélène

## Théâtre
- 1994 - Le Misanthrope, d'Yves-André Hubert, mise en scène de Roger Hanin : Célimène
- 2008 - Mobile Home, de Sylvain Rougerie, mise en scène d'Anne Bourgeois (21 représentations lors d'une tournée en France, Belgique et Suisse de janvier à mai)
- 2010 - Personne n'est parfait de Simon Williams, mise en scène d'Alain Sachs, théâtre des Variétés avec Jean-Luc Reichmann (60 représentations)
- 2011-2012 - Soif, de Fred Nony, mise en scène de Marion Sarraut, théâtre de la Porte-Saint-Martin (80 représentations dont 20 en prolongations), puis tournée internationale (5 représentations en Suisse (septembre), 10 représentations en France (octobre à décembre), et 3 représentations au Liban (novembre))
- 2013 - Une journée particulière, de Ettore Scola et Ruggero Maccari, adaptée pour le théâtre par Gigliola Fanton, mise en scène et scénographie de Christophe Lidon avec Jérôme Anger,  Théâtre du Chêne noir d'Avignon (23 représentations pendant la 67e édition du Festival d'Avignon programmées du 6 au 28 juillet 2013)
- 2015-2016 - Un nouveau départ, d'Antoine Rault, mise en scène de Christophe Lidon, Festival Off d'Avignon, puis au Théâtre des Variétés
- 2017 : Voyage en ascenseur de Sophie Forte, mise en scène d'Anne Bourgeois, Festival Off d'Avignon
- 2018 : Voyage en ascenseur de Sophie Forte, mise en scène d'Anne Bourgeois, théâtre Rive gauche
- 2018 : Alors on s'aime ! de Flavia Coste, avec Daniel Russo et Loup-Denis Elion, mise en scène d'Anne Bourgeois, théâtre des Variétés
- 2019 : Maux d'amour de Dan Gordon (en), mise en scène de Johanna Boyé, théâtre La Luna au festival Off d'Avignon
- 2021 : Juste une embellie de David Hare, mise en scène de Christophe Lidon, théâtre du Lucernaire
- 2023 : Europeana, une brève histoire du XXe siècle, d'après le livre de Patrik Ourednik, mise en scène de Virginie Lemoine, Théâtre du Chien qui fume puis tournée en France.
- 2024 : Le Duplex de Didier Caron, mise en scène de l'auteur, théâtre de Paris
- 2025 : Ken d'Emmanuel Robert-Espalieu, mise en scène Virginie Lemoine, théâtre Actuel, festival off d'Avignon

## Production
- 2001 - La Vie au grand air
- 2001 - Et demain, Paula ?
- 2003 - Valentine
- 2004 - Un parfum de Caraïbes
- 2005 - L'Enfant de personne
- 2005 - Maldonne
- 2006 - Valentine et Cie
- 2007 - Une maman pour un cœur
- 2012 - Un crime oublié

## Récompenses et distinctions
- 1997 - 7 d'or de la meilleure comédienne de téléfilm, pour son rôle dans Une femme d’honneur
- 2004 - Festival de la fiction TV de Saint-Tropez : Héros de série préféré des Français (prix du public Télé Star/TMC) pour son rôle dans Une femme d’honneur[6]